# Metropolitan Borough of Tameside
The Metropolitan Borough of Tameside  er et Metropolitan borough (et storbyområde under én forvaltningsenhed) i Greater Manchester, England.
Borough'et havde 220.771 indbyggere i 2014, mens administrationsbyen Ashton-under-Lyne havde 45.198 indbyggere i 2011.
Metropolitan Borough of Tameside opstod, da en række mindre forvaltningsenheder blev slået sammen i 1974.
53°29′24″N 2°05′39″V / 53.49°N 2.0942°V